# Plein de vie
 (octobre 2024).
Si vous disposez d'ouvrages ou d'articles de référence ou si vous connaissez des sites web de qualité traitant du thème abordé ici, merci de compléter l'article en donnant les références utiles à sa vérifiabilité et en les liant à la section « Notes et références ».
Plein de vie est un DVD musical de Cali sorti en 2004.

## Historique
Le concert, réalisé par Thierry Gauthier, a été enregistré le 26 mai 2004 au Bataclan. Cette tournée faisait suite à l'album L'Amour parfait, sorti en septembre 2003.

## Description
Dans ce spectacle Cali interprète toutes les chansons de son premier et unique album en date, L'Amour parfait, excepté Fais de moi ce que tu veux, qui n'est pas créditée mais sert de générique à la fin du DVD. Sur les 6 chansons restantes, deux reprises (Mon Dieu d'Édith Piaf et Je m'en vais de Christophe Miossec, en duo avec ce dernier) et quatre inédits (Amour m'a tuer, La vie est parfaite, Romance et L'exil).

## Titres
| No  | Titre                    | Durée |
| --- | ------------------------ | ----- |
| 1.  | Tout va bien             |       |
| 2.  | Pensons à l'avenir       |       |
| 3.  | Il y a une question      |       |
| 4.  | J'ai besoin d'amour      |       |
| 5.  | Le matin                 |       |
| 6.  | Dolorosa                 |       |
| 7.  | Le grand jour            |       |
| 8.  | Amour m'a tuer           |       |
| 9.  | Je m'en vais             |       |
| 10. | Tes désirs font désordre |       |
| 11. | Elle m'a dit             |       |
| 12. | La vie est parfaite      |       |
| 13. | Différent                |       |
| 14. | Romance                  |       |
| 15. | L'exil                   |       |
| 16. | Mon Dieu                 |       |
| 17. | C'est quand le bonheur?  |       |
| 18. | L'amour parfait          |       |

## Bonus
- Les clips C'est quand le bonheur?, Thomas Miller (inédit) et le clip alternatif de Elle m'a dit, avec Christophe Miossec.

- Avant, pendant et après l'amour parfait (reportage sur une journée de concert).

- A Brautigan (lecture de poèmes par Cali et Mathias Malzieu).

- Stage diving à Chaville (C'est quand le bonheur en duo avec Mathias Malzieu).

Les bonus sont réalisés par Régis Roinsard.

## Musiciens
- Cali: Chants, guitare
- Hugues Baretge: Guitare
- Aude Massat: Violon alto
- Benjamin Vairon: Batterie
- Julien Lebart: Piano
- Philippe Felices: Basse, Contrebasse